# Altes Schloss Teublitz

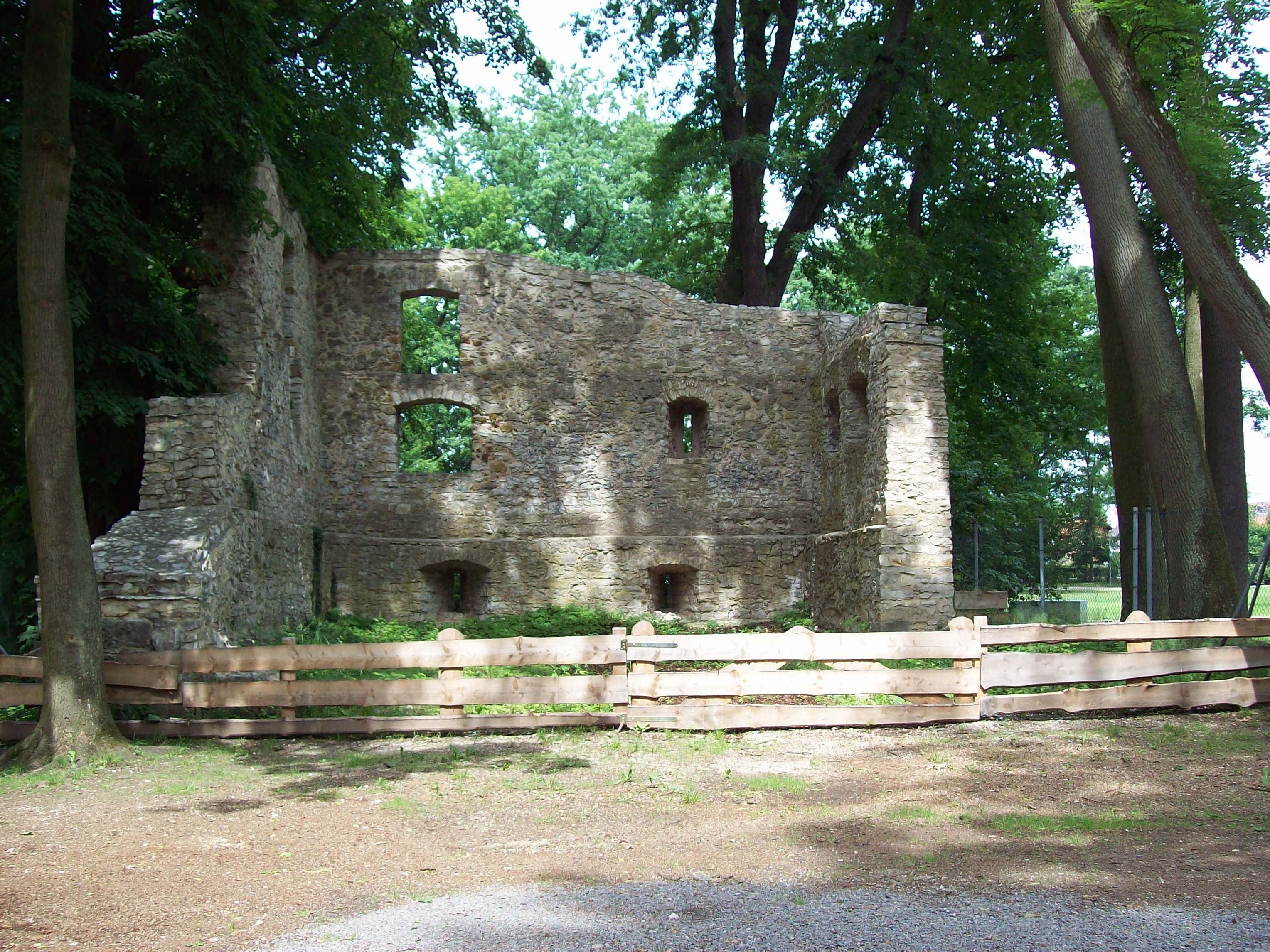
Burgruine im Schlosspark von Teublitz

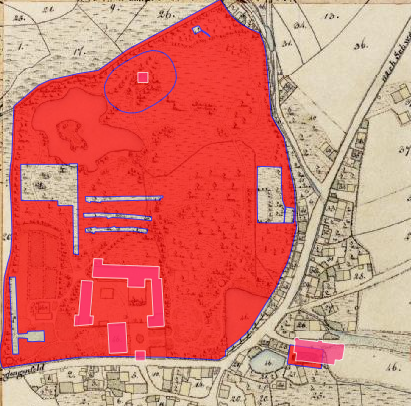
Lageplan des Alten und des Neuen Schlosses von Teublitz auf dem Urkataster von Bayern

Die denkmalgeschützten Reste des sogenannten Alten Schlosses Teublitz befinden sich im Schlosspark von Teublitz (in Nähe der Münchshofener Straße). Die Anlage ist unter der Aktennummer D-3-76-170-2 als denkmalgeschütztes Baudenkmal von Teublitz verzeichnet. Ebenso wird sie als Bodendenkmal unter der Aktennummer D-3-6738-0159 im Bayernatlas als „archäologische Befunde im Bereich der mittelalterlichen Burgruine bzw. des sog. Alten Schlosses in Teublitz“ geführt.

## Geschichte
Die mittelalterliche Geschichte von Teublitz ist mit dem Geschlecht der Sinzenhofer verbunden. Diese sind hier ab dem 14. Jahrhundert nachweisbar. Genannt werden Ludwig von Sintzenhofer (1338), Heinrich von Sintzenhofen (1355), Eberhard der Sintzenhofer (1393), Hans der Sintzenhofer (1411) und Ulrich Sintzenhofer (1433).
Nach der Gründung des Fürstentums Pfalz-Neuburg kam Teublitz unter die Herrschaft der Herzoge Ottheinrich und Philipp von der Pfalz, die auch in Teublitz die Reformation einführten. 1533 wurde Albrecht von Güllen Hofmarksherr, ihm folgte 1557 Hans von Leublfing nach. Weitere Hofmarksbesitzer waren Quirin Österreicher und Tobias Österreicher (1573–1583). Zu Beginn des 17. Jahrhunderts (1614) wurde die Hofmark an Graf Adam von Herberstorff verkauft. Am 11. September 1629 verkaufte dieser die Hofmark an Wolf Siegmund Teufel von Pirkensee. Das alte Schloss wurde im Dreißigjährigen Krieg zerstört. Unter Karl Wilhelm Teufel von Pirkensee wurde zwischen 1750 und 1780 in der Nähe das neue Schloss Teublitz errichtet. Die Hofmark kam 1824 an die Freiherrn von Gise und dann in den Besitz von Graf Wilderich von Walderdorff.

## Altes Schloss Teublitz heute
Erhalten sind dreiseitig erhaltene Außenwände des ehemals dreigeschossigen Schlossgebäudes. In dem Bruchsteinmauerwerk sind oben halbrunde Stichbogenfenstern und kleine Scharten aus dem 13. Jahrhundert zu erkennen. An dem Gemäuer ist eine Gedenktafel von 1799 mit folgender Inschrift angebracht:

„IN MEMORIAM INCLYTAE GENTIS ET STIRPIS EIVS VLTIMI PHILIPPI WOLFG. TEVFFEL A PIRCKENSEE REI MILITARIS FRIDERICI MAGNI BORVSSIAE REGIS PRAEFECTI GRATA POSVIT FRIDERICA I. VDOVICA ERNESTINA A KOCH NATA BRANDENSTEINIA EX SORORE FILIA ET AVITAE HVIVS SEDIS HAERDES ANNO DOMINI MDCCXIX “